# Ядрова регресія
У статистиці ядрова регресія (англ. kernel regression) — це непараметрична методика оцінки умовного матсподівання випадкової величини. Завдання полягає в тому, щоб знайти нелінійну залежність між парою випадкових величин X і Y .
У будь-якій непараметричній регресії умовне сподівання змінної {\displaystyle Y} відносно змінної {\displaystyle X} можна записати:
{\displaystyle \operatorname {E} (Y\mid X)=m(X)}
де {\displaystyle m} — невідомою функцією.

## Ядрова регресія Надараї — Вотсона
Надарая та Вотсон, обидва в 1964 році, запропонували оцінити {\displaystyle m} як локально зважене середнє, використовуючи ядро як вагову функцію. Оцінка Надараї — Вотсона:
{\displaystyle {\widehat {m}}_{h}(x)={\frac {\sum _{i=1}^{n}K_{h}(x-x_{i})y_{i}}{\sum _{i=1}^{n}K_{h}(x-x_{i})}}}
де {\displaystyle K_{h}(t)={\frac {1}{h}}K\left({\frac {t}{h}}\right)} — ядро з пропускною спроможністю {\displaystyle h} таке, що {\displaystyle K(\cdot )} має порядок принаймні 1, тобто {\displaystyle \int _{-\infty }^{\infty }uK(u)\,du=0} .

### Виведення
Запишемо визначення умовного математичного сподівання,
{\displaystyle \operatorname {E} (Y\mid X=x)=\int yf(y\mid x)\,dy=\int y{\frac {f(x,y)}{f(x)}}\,dy}
ми оцінимо спільні розподіли {\displaystyle f(x,y)} і {\displaystyle f(x)} за допомогою ядрової оцінки густини з ядром K:
{\displaystyle {\hat {f}}(x,y)={\frac {1}{n}}\sum _{i=1}^{n}K_{h}(x-x_{i})K_{h}(y-y_{i}),}
{\displaystyle {\hat {f}}(x)={\frac {1}{n}}\sum _{i=1}^{n}K_{h}(x-x_{i}),}
Отримуємо:
{\displaystyle {\begin{aligned}\operatorname {\hat {E}} (Y\mid X=x)&=\int y{\frac {{\hat {f}}(x,y)}{{\hat {f}}(x)}}\,dy,\\[6pt]&=\int y{\frac {\sum _{i=1}^{n}K_{h}(x-x_{i})K_{h}(y-y_{i})}{\sum _{j=1}^{n}K_{h}(x-x_{j})}}\,dy,\\[6pt]&={\frac {\sum _{i=1}^{n}K_{h}(x-x_{i})\int y\,K_{h}(y-y_{i})\,dy}{\sum _{j=1}^{n}K_{h}(x-x_{j})}},\\[6pt]&={\frac {\sum _{i=1}^{n}K_{h}(x-x_{i})y_{i}}{\sum _{j=1}^{n}K_{h}(x-x_{j})}},\end{aligned}}}
що і є оцінкою Надараї — Вотсона.

## Ядрова оцінка Прістлі — Чао
{\displaystyle {\widehat {m}}_{PC}(x)=h^{-1}\sum _{i=2}^{n}(x_{i}-x_{i-1})K\left({\frac {x-x_{i}}{h}}\right)y_{i}}
де {\displaystyle h} це пропускна спроможність (або ж параметр згладжування).

## Ядрова оцінка Гассера — Мюллера
{\displaystyle {\widehat {m}}_{GM}(x)=h^{-1}\sum _{i=1}^{n}\left[\int _{s_{i-1}}^{s_{i}}K\left({\frac {x-u}{h}}\right)\,du\right]y_{i}}
де {\displaystyle s_{i}={\frac {x_{i-1}+x_{i}}{2}}.}

## Приклад

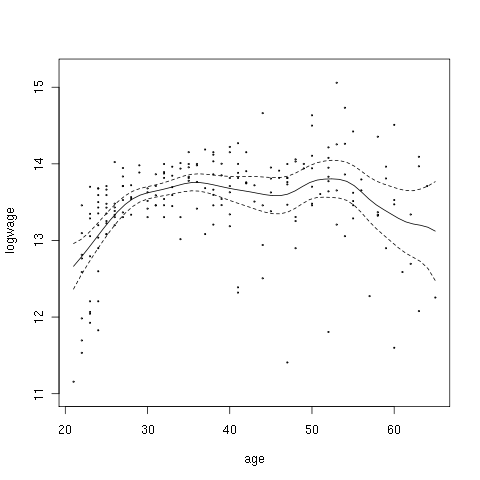
Оцінена регресійна функція

Цей приклад базується на канадських перехресних даних про заробітну плату, які складаються з випадкової вибірки, взятої із записів Канадського перепису громадського вжитку 1971 року для осіб чоловічої статі із загальною освітою (13 клас). Всього 205 спостережень[джерело?].
На рисунку праворуч показано оцінену функцію регресії з використанням ядра Гауса другого порядку разом із межами асимптотичної мінливості.

### Приклад з кодом
Наведені нижче команди мови програмування R використовують функцію npreg() для реалізації оптимального згладжування та створення рисунка, наведеного вище. Ці команди можна вводити в командному рядку просто скопіювавши.
```
install.packages
(
"np"
)

library
(
np
)
 
# non parametric library

data
(
cps71
)

attach
(
cps71
)

m
 
<-
 
npreg
(
logwage
~
age
)

plot
(
m
,
 
plot.errors.method
=
"asymptotic"
,

     
plot.errors.style
=
"band"
,

     
ylim
=
c
(
11
,
 
15.2
))

points
(
age
,
 
logwage
,
 
cex
=
.
25
)

detach
(
cps71
)

```

## Пов'язані
За словами Девіда Салсбурга, алгоритми, що використовуються в ядровій регресії, були незалежно розроблені та використані в нечітких системах: «З майже однаковим комп'ютерним алгоритмом нечіткі системи та ядрові регресії на основі густини, здається, були розроблені абсолютно незалежно одна від одної.»

## Імплементація в статистичних пакетах
- Пакет математичних програм GNU Octave
- Julia: KernelEstimator.jl
- MATLAB: на цих сторінках доступний безкоштовний набір інструментів MATLAB із реалізацією ядрової регресії, ядрової оцінки густини, ядрової оцінки функції небезпеки та багатьох інших (цей набір інструментів є частиною книги [6]).
- Python: клас KernelReg для змішаних типів даних у підпакеті statsmodels.nonparametric (включає інші класи, пов'язані з густиною ядра), пакет kernel_regression як розширення scikit-learn (неефективний з точки зору пам'яті, корисний лише для невеликих наборів даних)
- R: функція npreg пакета np може виконувати ядрову регресію.[7]
- Stata: npregress, kernreg2